# Chilenoperla
Genre
Chilenoperla est un genre d'insectes plécoptères de la famille des Gripopterygidae.

## Distribution
Les espèces de ce genre se rencontrent au Chili et en Argentine.

## Liste des genres
Selon Plecoptera Species File :
- Chilenoperla beschi Illies, 1963
- Chilenoperla elongata Vera, 2008
- Chilenoperla illiesi Nelson, 1973
- Chilenoperla puerilis Illies, 1963
- Chilenoperla semitincta Illies, 1963

## Publication originale
- Illies, J. 1963 : Revision der sudamerikanischen Gripopterygidae. (Plecoptera). Mitteilungen der Schweizerischen Entomologischen Gesellschaft, vol. 36, p. 145–248.